# Месяц длинных дней
«Месяц длинных дней» — советский телевизионный фильм-спектакль из четырёх частей, премьера которого состоялась 17 апреля 1978 года по Первой программе.

## Сюжет
Основные персонажи картины скрепляют различные сюжетные линии: конфликт главврача профилактория с директором типографии; разлад в семье главврача Званцева; отношения двух пожилых людей, случайно нашедших друг друга в профилактории; служебная и человеческая драма дочери Званцева — сотрудницы милиции, неспособной удержать трудного подростка от погружения в уголовный мир. Через производственные неурядицы в типографии показаны социальные проблемы советского общества в период, позднее названный эпохой застоя (главврач исходит из декларируемой «заботы о человеке», директор жёстко добивается достижения плановых показателей). Главное внимание уделяется общечеловеческой тематике — столкновениям нравственных позиций, разному пониманию смысла жизни, выбору жизненного пути, поздней либо неразделённой любви. Сюжетное многообразие консолидируется образами бескомпромиссного гуманиста Званцева и его многолетней подруги Полины, олицетворяющей альтруизм, бескорыстие и достоинство.

## В ролях
- Михаил Глузский — Иван Фёдорович Званцев, главврач профилактория
- Людмила Иванова — Полина, подруга жизни Званцева
- Александр Лазарев — Александр Николаевич, директор типографии
- Светлана Немоляева — Зоя Георгиевна, врач профилактория
- Григорий Абрикосов — Сергей Михайлович Михеев, бывший директор типографии, пациент профилактория
- Всеволод Санаев — Павел Степанович Каширин, отдыхающий профилактория
- Антонина Дмитриева — Мария Петровна, отдыхающая в профилактории
- Елена Санаева — Марина, старшая дочь Званцева, лейтенант милиции
- Ирина Печерникова — Наталья, средняя дочь Званцева
- Лариса Гребенщикова — Вика, младшая дочь Званцева
- Михаил Янушкевич — Сергей, муж Натальи
- Александр Бордуков — Сева, жених Вики
- Александр Евлахишвили — Пузырьков, трудный подросток
- Борис Борисов — Степан, сын Павла Степановича
- Александр Жеребцов — Саша Куницын, рабочий типографии
- Ольга Гаврилюк — Оля, невеста Саши Куницына
- Юрий Катин-Ярцев — Лев Иванович Некрасов, работник типографии, отдыхающий профилактория
- Александр Диденко — Евгений Макаров, печатник
- Даниил Каданов — мастер
- Александр Галевский — механик
- Тигран Давыдов — Тихонов, наборщик
- Вера Васильева — Вера Васильевна, отдыхающая в профилактории
- Нина Шацкая — Валентина, медсестра
- Юрий Васильев — Митя, сын Веры Васильевны
- Наталья Швец — Зоя, секретарша директора
- Татьяна Ташкова — Анна, дочь Михеева
- Валентина Телегина — Александра Платоновна (Тётя Шура), уборщица
- Зинаида Нарышкина — Клавдия Семёновна, кастелянша
- Готлиб Ронинсон — лектор
- Николай Тимофеев — секретарь парткома
- Евгений Шершнёв — секретарь комитета комсомола
- Владимир Вихров — член комитета комсомола

## Съёмочная группа
- Режиссёр: Сергей Евлахишвили
- Авторы сценария: Иосиф Ольшанский, Виктор Ольшанский
- Оператор: Борис Лазарев
- Художник: Ольга Лёвина
- Композитор: Ираклий Габели

## Технические данные
- 4 части:
  - 1-я часть — 71 минута 5 секунд.
  - 2-я часть — 88 минут 5 секунд.
  - 3-я часть — 84 минуты 5 секунд.
  - 4-я часть — 85 минут.